# ダウ・ホバー
ダウ・ホバー（英語: Dow B. Hover、1901年頃 - 1990年6月1日）はアメリカ合衆国ニューヨーク州で最後の電気椅子による死刑執行を行った「州の電気技術者（英語: State electricians:死刑執行人を意味する）」である。

## 経歴
ホバーは、コロンビア郡の保安官代理として働いていた。
1953年8月5日、ホバーが52歳のとき、コロンビア郡の保安官オフィスで長年にわたって「州の電気技術者」を勤めたジョセフ・フランセルが引退を理由にホバーに電気椅子処刑人のポストを譲った。その後ホバーは保安官代理の仕事に加えて死刑執行人の仕事も行った。
死刑執行の度にホバーは160マイル離れたシンシン刑務所へ行き電気椅子での死刑執行を行った。1回につき、150ドルの手当が支給された。
1985年、妻が死去。
1990年6月1日に自宅のガレージで排気ガス自殺した。89歳。